# Клиффорд Грей
Клиффорд Грей (англ. Clifford Grey, псевдоним, настоящее имя — Персиваль Дэвис, Percival Davis, 5 января 1887[…], Бирмингем, Уорикшир — 25 сентября 1941, Ипсуич) — английский композитор, либреттист и актёр.
Клиффорд Грей, как либреттист, был автором текстов для таких композиторов, как Айвор Новелло, Джером Керн, Говард Талбот, Иван Карилл и Джордж Гершвин. Среди его лучших песен две написаны в начале его карьеры в 1916 году: "If You Were the Only Girl" и "Another Little Drink Wouldn't Do Us Any Harm".  Позже им были написаны хиты "Got a Date with an Angel" и "Spread a Little Happiness".
С 1979 года было широко распространено мнение, что Грей тайно участвовал, как американский бобслеист под именем Клиффорд "Типпи",  в двух Зимних Олимпийских играх, в 1928 и 1932 годах, завоевав золотые медали. Впоследствии было доказано, что спортсмен был другим человеком.

## Жизнь и карьера
Клиффорд Грей родился в городе Бирмингем, Уорикшир. Он был сыном Джорджа Дэвиса и его жены Эммы, урожденной Лоу. Клиффорд получил образование в школе короля Эдуарда VI для мальчиков на Кэмп-Хилл в Бирмингеме. После окончания школы в 1903 году он поработал во многих офисах, но ни в одном из них не задержался. Он выступал  в концертах, приняв сценическое имя Клиффорд Грей, в пабах и мюзик-холлах.  В 1912 году он женился, стал меньше выступать и больше времени уделять написанию сценариев для  шоу West End.  Его женой была  Дороти Моуд Мэри Гулд (Dorothy Maud Mary Gould) (1891–1940). В браке у них было две родные дочери - June и Dorothy и приемная дочь.
В 1916 году Грей как литератор, сотрудничал с американским композитором  Nat Ayer в постановке "The Bing Boys Are Here".  Он также сотрудничал с композитором  Ayer в постановках "Pell-Mell", "The Bing Girls Are There", "The Other Bing Boys", "The Bing Brothers on Broadway and Yes, Uncle!", с композитором Herman Finck в постановке  "Hallo, America!" .

### 1920-е годы, Бродвей и Голливуд
В 1920 году Грей был приглашен в Нью-Йорк Керном возобновить их сотрудничество. Здесь он написал сценарий "Florenz Ziegfeld's Sally".
После этого Грей надолго остался в США, редко выезжая в Лондон.  Для Бродвея он написал несколько либретто для музыкальных комедий и ревю.
Распространение звукового кино привлекло Грея в Голливуде. Там он сотрудничал с  Victor Schertzinger в фильмах  "Maurice Chevalier" и "Jeanette MacDonald", сотрудничал с Oscar Straus в фильме "The Smiling Lieutenant".
Его песни и тексты песен были использованы во многих фильмах. В 1929 по 1931 годы Грей написал сценарии и тексты для четырнадцати новых голливудских фильмов, включая  "The Vagabond Lover" (1929), "In Gay Madrid" (1930) и "The Smiling Lieutenant" (1931).
В 1929 году он временно возвратился в Лондон, где сотрудничал с Вивиан Эллисом (Vivian Ellis) в шоу "Mr Cinder".

### Олимпиец
После статьи, написанной в 1979 году американским журналистом Тимом Кларком в Американском журнале,  на протяжении более чем трех десятилетий считалось, что Грей тайно участвовал в составе американской Олимпийской санно-бобслейной команде в Олимпийских играх 1928 и 1932 годов под именем Клиффорд "Типпи" (или "Типпи"). Многие новостные источники и биографы приняли эту идею, основываясь на косвенных доказательствах.
Некоторые люди не соглашались с тем, что "Типпи" и Грей были одним и тем же лицом. Олимпийский историк Дэвид Валечинский был одним из них. Им было установлено, что настоящий олимпийский чемпион умер в апреле 1968 года в Сан-Диего, Калифорния.

### Кинематограф
Вернувшись в Англию в 1932 году, Грей писал сценарии для британских фильмов. Его сценарий к фильму" Rome Express (1932) с шпионской историей, в своё время был очень популярен . В Англии Грей написал более двадцати сценариев для британских фильмов.
С началом Второй мировой войны Грей вступил в Национальную сервисную Ассоциацию  (Entertainments National Service Association) (ENSA). Скончался Клиффорд Грей в 1941 году в возрасте 54 лет в результате сердечного приступа, вызванного авиационной бомбежкой города и обострением астмы.

## Фильмы
С 1914 по 1922 год Грей принимал участие в создании десятка немых фильмов. Позже его стихи, песни и сценарии были использованы в почти 60 фильмах в США и Англии.

### Примечание
1. 1 2  Clifford Grey // Internet Broadway Database (англ.) — 2000.
2. 1 2 3 4  Moore J. R. Clifford Grey // Grey, Clifford (05 January 1887–25 September 1941), librettist, lyricist, and bobsledder (англ.) // American National Biography Online / S. Ware — New York City: Oxford University Press, 2017. — ISSN 1470-6229 — doi:10.1093/ANB/9780198606697.ARTICLE.1803554
3. 1 2  "Grey, Clifford" (недоступная ссылка), Encyclopedia of Popular Music, Oxford University Press, 11 July 2006, Oxford Music Online, accessed 28 August 2010. (subscription required)
4. ↑  Barker, Dennis. "The melody lingers on for a song-writer of the 1920s", The Guardian, 1 September 1982, p. 2  (требуется подписка)
5. 1 2  Bull, Andy.
6. ↑  "Clifford Barton 'Cliff' Gray" Архивная копия от 23 мая 2015 на Wayback Machine, SR/Olympics, Sports Reference LLC, accessed 2 November 2012
7. 1 2 3  Moore, James Ross, "Grey, Clifford (1887–1941)", Oxford Dictionary of National Biography, Oxford University Press, September 2004; accessed 28 August 2010. (subscription or UK public library membership Архивная копия от 29 апреля 2013 на Wayback Machine required)
8. ↑  Wallenchinsky, pp. 559–60
9. ↑  "Clifford Grey, 54, English Lyricist; Wrote Words for Hit the Deck and The Three Musketeers Tunes – Dies in Ipswich", The New York Times, 27 September 1941, p. 17
10. ↑  "Clifford Grey" Архивная копия от 2 октября 2015 на Wayback Machine, British Film Institute, accessed 2 November 2015